# Афрімешть
Афрімешть, Афрімешті (рум. Afrimești) — село у повіті Арджеш в Румунії. Входить до складу комуни Бирла.
Село розташоване на відстані 105 км на захід від Бухареста, 43 км на південь від Пітешть, 77 км на схід від Крайови, 146 км на південний захід від Брашова.

## Населення
За даними перепису населення 2002 року у селі проживали 283 особи, усі — румуни. Усі жителі села рідною мовою назвали румунську.